# Kriegerbestattung Hamburg-Marmstorf Grab 216
Koordinaten: 53° 25′ 56,6″ N, 9° 58′ 40,9″ O
Die Kriegerbestattung Hamburg-Marmstorf Grab 216 ist die Bestattung eines wohlhabend ausgestatteten germanischen Kriegers aus der römischen Kaiserzeit, die 1954 auf dem Urnengräberfeld von Hamburg-Marmstorf im Süden Hamburgs gefunden wurde. Das Grabinventar sowie ein Modell des Grabes werden in der Dauerausstellung des Archäologischen Museums Hamburg in Hamburg-Harburg gezeigt.

## Fund
Das Urnengräberfeld lag auf dem Südhang der kleinen Anhöhe Krönenbarg im Hamburger Stadtteil Marmstorf, der seit Mitte des 18. Jahrhunderts landwirtschaftlich genutzt wurde. 1910 übergab der Grundstückseigentümer erste Funde an die Schule von Maschen, die er auf dem umgepflügten Acker auflas. In der Folge wurden weitere Lesefunde aus der Stein- und Bronzezeit geborgen und wissenschaftlich untersucht. 1931 wurde beim Bau einer Siedlung am Südhang mehrere eisenzeitliche Gräber angeschnitten. Die beim Bau und auch in den Folgejahren zu Tage getretenen Funde wurden von interessierten Laien geborgen und dem Helms-Museum übergeben, darauf folgten in den Jahren 1932 bis 1942 mehrere Ausgrabungen, die schließlich kriegsbedingt eingestellt werden mussten. Aufgrund der geplanten Erweiterung der Reihenhaussiedlung im Jahr 1954 wurden auf dem Areal des Gräberfeldes eine Rettungsgrabung durchgeführt. Insgesamt wurden 362 Gräber aufgedeckt, davon 280 Bestattungen, die überwiegend der Jastorf-Kultur Stufen A und B aus dem 6. bzw. 5. Jahrhundert v. Chr. angehörten, sowie 103 jüngere Bestattungen aus der späten Latènezeit bzw. der frühen Römischen Kaiserzeit aus dem 1. Jahrhundert v. Chr. Daneben wurden 24 ältere Gruben dokumentiert, die teilweise von jüngeren Bestattungen überlagert waren, sonst aber keinen Zusammenhang mit dem Gräberfeld erkennen ließen. Ein Teil der Bestattungen war durch den vorangegangenen Ackerbau, durch Baumaßnahmen sowie einen Bombenkrater aus dem Zweiten Weltkrieg gestört. Zudem waren Teile des Gräberfeldes bereits durch Baumaßnahmen undokumentiert verloren gegangen. Insgesamt waren die jüngeren Gräber stärker durch die landwirtschaftliche Nutzung des Geländes gestört als die älteren, die durch eine größere Bodenauflage geschützt waren. Die Kriegerbestattung aus Grab 216 wurde in der Grabungskampagne 1954 aus einer Tiefe von etwa 50 cm geborgen.

## Befunde

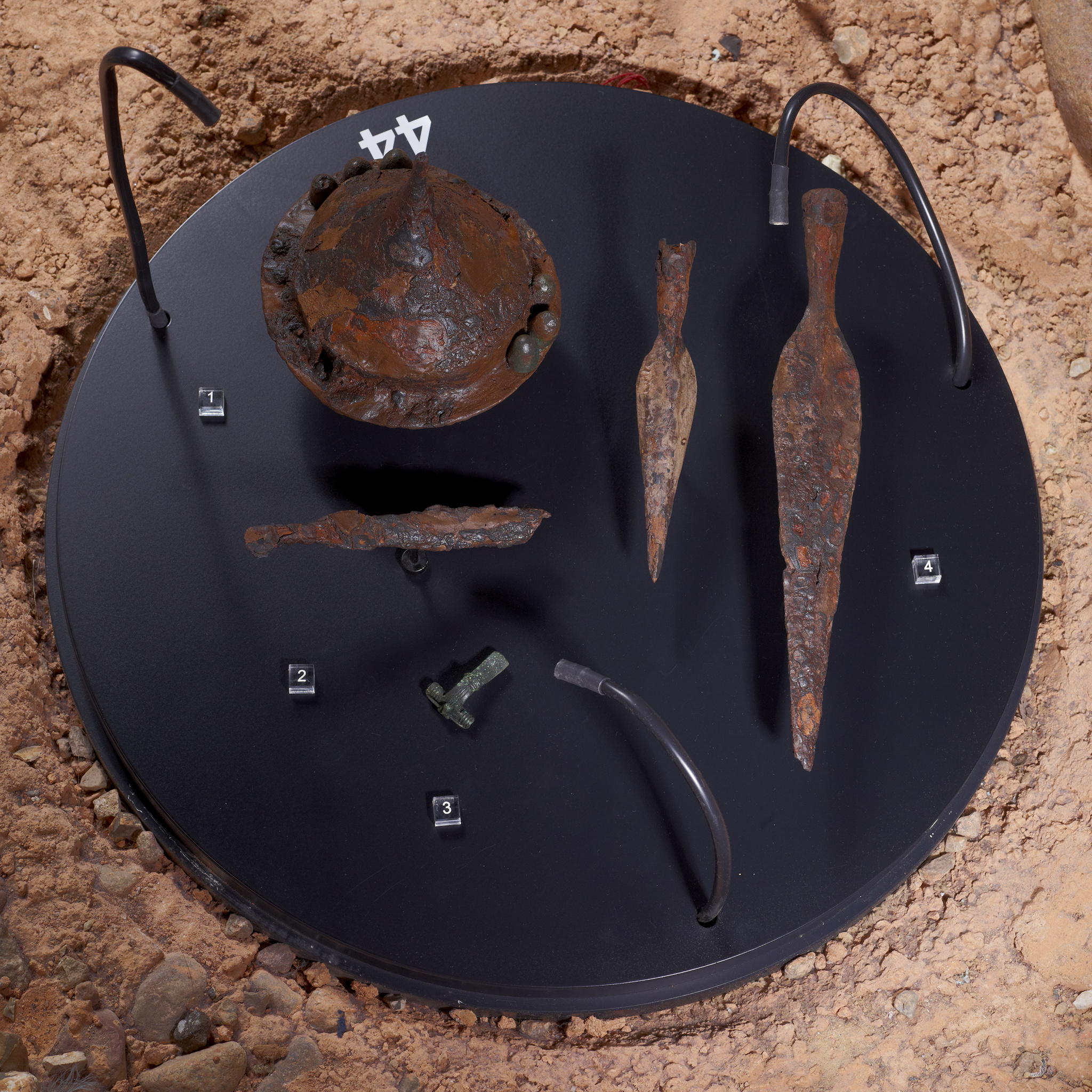
Teile der Grabausstattung in der Ausstellungsvitrine:
Nr. 1 Stangenschildbuckel
Nr. 2 Schildfessel
Nr. 3 Rollenkappenfibel
Nr. 4 zwei Speerspitzen

Als Bestattungsurne diente ein weitmündiger Keramiktopf aus dunkelbraunem Ton. Dieser stand in einer Tiefe von etwa 55 cm Tiefe unterhalb der Geländeoberfläche. Der Topf hat einen kurzen Rand, der schräg von den Schultern aufsteigt, die Wandung des Unterteils ist leicht nach innen geschweift und besitzt eine schmale, abgenutzte Standfläche. Die Schultern sind mit umlaufenden stufenförmigen Mustern aus Doppelstrichen verziert. Unter den Schultern sind umlaufend hängende Dreiecke angeordnet, deren untere Ecken in senkrechten Strichen in Richtung Standfläche auslaufen. Alle Verzierungen wurden vor dem Brand mit einem profilierten Rädchen in den angetrockneten Gefäßkörper eingedrückt. Im Gefäßinneren konnten noch 75 g des Leichenbrandes zusammen mit einer bronzenen Rollenkappenfibel geborgen werden. Die geringe Menge und Konsistenz des Leichenbrandes ließ keine weiteren anthropologischen Aussagen über den Verstorbenen zu. Die 42 mm lange Fibel hat kurze Rollenkappen und einen niedrigen Bügelkamm mit unregelmäßig eingepunzten Rillen. Der Sehnenhaken hat eine Tierkopfverzierung. Daneben wurden Scherben von mindestens vier weiteren Keramikgefäßen gefunden, die ebenfalls Rädchenverzierungen aufwiesen. Alle Grabbeigaben lagen zehn cm unterhalb der Bestattungsurne. Ein eiserner Stangenschildbuckel war mit der Spitze nach unten eingegraben worden. Dieser hat einen Durchmesser von 148 mm, eine Höhe von 120 mm mit einer nur kurzen Stange. Der Rand des Schildbuckels ist mit einem schmalen Bronzeblech eingefasst und weist neun Nieten mit fingerhutförmigen Köpfen aus Bronze auf, die in drei Dreiergruppen um den Rand verteilt liegen. Auf dem Schildbuckel festgerostet lag eine kleine eiserne Lanzenspitze von 168 mm Länge mit rautenförmigem Querschnitt und mittelbreitem Blatt. Neben dem Schildbuckel steckten eine große Lanzenspitze, die Reste der Schildfessel und ein zweischneidiges eisernes Schwert. Das Schwert hat eine Klingenlänge von 630 mm bei einer Klingenbreite von 45 mm am Ansatz der rechtwinklig abgesetzten Griffangel. Den Knauf bildet ein kleiner, linsenförmiger Nietkopf. Das Griff war um 180° umgebogen und griff in den Schildbuckel ein. Die Spitze des Schwertes reichte bis in eine Tiefe von 110 cm unterhalb der Geländeoberfläche. Neben dem Schwert steckte die 305 mm lange Lanzenspitze mit flach rautenförmigem Querschnitt und mittelbreitem Blatt sowie zwei Nietlöchern in der Tülle. Die Schildfessel hatte profilierte Enden und lag mit 15 cm nur noch fragmentiert vor. Weitere organische Bestandteile wie hölzerne Waffenteile oder das Brett des Schildes haben sich in dem relativ sandigen und gut durchlüfteten Boden nicht erhalten.

### Datierung
Die Datierung der Grablege erfolgte typologisch aufgrund der charakteristischen Waffenausstattung, des Keramikgefäßes und der Rollenkappenfibel in die Zeit um 50 n. Chr. Naturwissenschaftliche Datierungen mittels Dendrochronologie oder Radiokohlenstoffdatierung sind bisher aufgrund der schlechten Erhaltung organischer Materialien im Grab nicht möglich.

## Deutung
Urnenbestattungen sind die für die Germanen der Römischen Kaiserzeit typische Bestattungsform. Normalerweise wurde dabei auch die persönliche Ausrüstung des Verstorbenen mit verbrannt und zusammen mit den sterblichen Überresten in der Urne deponiert. Die Kriegerbestattung von Marmstorf Grab 216 weicht von dieser Praxis etwas ab, indem die Grabbeigaben hier unverbrannt in die Grabgrube gegeben wurden. Jedoch wurden auch bei dieser Bestattung, entsprechend dem üblichen Bestattungsbrauch, Teile der Waffenausstattung absichtlich unbrauchbar gemacht, indem der Griff des Schwertes derart verbogen wurde, dass es als Waffe nicht mehr nutzbar war. Da die Lanze neben dem Schildbuckel im Erdreich steckte, wird davon ausgegangen, dass der vergangene hölzerne Lanzenschaft möglicherweise aus der Erde herausragte und so das Grab oberirdisch kennzeichnete. Die Geschlechtsbestimmung als männlich wurde aufgrund der Waffen der Beigabenausstattung abgeleitet.